# Amyklaj
Amyklaj (gr. Αμύκλες Amýkles) – greckie miasto znajdujące się na Peloponezie, na wschód od Sparty.
Według legendy założone zostało przez Amyklasa, ojca Hiacynta (Hiakintosa). Po najeździe Dorów zachowało swych wolnych mieszkańców achajskich. Miasto zajęła Sparta, tuż przed pierwszą wojną meseńską, gdyż jak głosi legenda, mieszkańcy, znużeni fałszywymi alarmami o zbliżaniu się nieprzyjaciół, zabronili rozpowszechniania takich wieści, nie zdążyli więc przygotować obrony. Miasto to wspomniane jest także w Iliadzie Homera.